# Devendro Singh
Devendro Singh (2 marzo 1992) è un pugile indiano.

## Palmarès
- Campionati asiatici

Amman 2013: argento nei pesi mosca leggeri.
Bangkok 2015: bronzo nei pesi mosca leggeri.
- Giochi del Commonwealth

Glasgow 2014: argento nei pesi mosca leggeri.